# Tatort: Der gelbe Unterrock
Der gelbe Unterrock ist die 109. Folge der ARD-Krimireihe Tatort. Die vom Südwestfunk (SWF) produzierte Episode hatte am 10. Februar 1980 Premiere und erreichte 14,12 Mio. Zuschauer, was einem Marktanteil von 43,0 Prozent entsprach. Es ist der dritte und letzte Fall mit Kommissarin Buchmüller.

## Handlungsüberblick
Harry Wagner ist ein Kleiderfetischist und psychisch gestört. Ein Anruf veranlasst ihn, zum Hause der Familie Klefisch zu gehen. Er überwältigt die Tochter des Hauses, Marianne, die alleine zu Hause ist. Als ihr Vater in die Wohnung zurückkommt, will Harry sein Opfer zur Ruhe bringen und drückt ihr deshalb ein Kissen ins Gesicht. Marianne liegt leblos im Bett, und Harry flieht. Ihr Vater findet sie kurz darauf tot auf und alarmiert die Polizei.
Bei der Suche nach dem Täter kommt Kommissarin Buchmüller sehr schnell auf Harry Wagner. Auch Mariannes Vater und ihr Freund sind auf der Suche nach Harry, doch er kann im Getümmel der Mainzer Fastnacht untertauchen.
Der Polizei gelingt es, Zusammenhänge herzustellen zwischen Harry Wagner und seiner Exfreundin Molly Friedler, die mit Marianne Klefisch sehr gut befreundet war. Tonbandaufnahmen zeigen, dass sie Harry den Auftrag erteilt hat, Marianne aufzusuchen. Beide Frauen hatten in einer Apotheke gearbeitet und sind in Drogengeschäfte verwickelt; Molly wollte Marianne aus dem Weg räumen. Da sie sich auf Harry nicht verlassen wollte, hat sie nachgeholfen und ihren Freund Dorian Specht mit dem Mord beauftragt.

## Handlung
Mainz, am frühen Freitagmorgen: Harry Wagner, ein junger Mann, tanzt in seinem Zimmer mit einem gelben Unterrock, als er einen Anruf erhält, allerdings meldet sich niemand. Er benimmt sich merkwürdig und führt Selbstgespräche. Im Radio wird eine verschlüsselte Nachricht an ihn gesendet, dass er an „die Verabredung“ denken solle. Harry faselt, dass er immer an jemanden denken müsse, heute aber endlich den Mut habe. Harry wohnt noch bei seiner Mutter, obwohl er längst volljährig ist. Sie ahnt, dass mit ihrem Sohn etwas nicht stimmt. Harry trifft sich mit Hermann, seinem Vetter, der ihm einen schwarzen Unterrock übergibt und die Botschaft übermittelt, die Farbe Schwarz sei ein Auftrag. Harry fährt anschließend zur Wohnung der Familie Klefisch, wo Marianne, die Tochter des Hauses, alleine zu Hause ist. Vor Harry dringt ein Unbekannter in die Wohnung der Familie Klefisch ein. Er klingelt bei Marianne Klefisch, die ihm die Tür öffnet, und verschafft sich unter dem Vorwand, Wein abliefern zu wollen, Zutritt zur Wohnung. Er bringt Marianne in seine Gewalt und sagt, sie habe ihn doch gerufen. Er sagt, er wolle sie nicht umbringen, er wolle sie nur sehen und mit ihr befreundet sein. Sie bietet ihm Geld, damit er wieder geht. Er nennt sie „Molly“ und meint, dass sie für ihn so heiße. Er zwingt Marianne, mit ihm in ihr Zimmer zu gehen, Harry benimmt sich äußerst seltsam und hält Marianne den ganzen Morgen über in seiner Gewalt. Sie bezeichnet ihn als pervers, er fleht sie an, Freunde zu sein. Als Geräusche in der Wohnung zu hören sind und Marianne ihm suggeriert, ihr Vater komme nach Hause, presst Harry ein Kissen auf Mariannes Gesicht, bis sie sich nicht mehr bewegt. Ein Mann kommt ins Zimmer und sagt, dass er Marianne getötet habe. Harry packt seine Sachen zusammen und flieht. Im Treppenhaus läuft er an Herrn Klefisch vorbei.
Herr Klefisch findet seine Tochter tot auf, der andere Mann schleicht sich unterdessen aus der Wohnung. Buchmüller und ihre Kollegen erscheinen am Tatort, sie können feststellen, dass es einen Kampf gegeben hat. Sie sei erstickt, muss aber vor ihrem Tod auch gewürgt worden sein. Zudem finden die Ermittler ein Glied von einer Halskette, das der Täter im Kampf verloren haben muss. Er trug keine Handschuhe, hat aber seine Fingerabdrücke mit einem Taschentuch verwischt. Herr Klefisch äußert in seiner Trauer Rachegefühle gegenüber dem noch unbekannten Täter. Viel kann Herr Klefisch nicht sagen, er sagt lediglich aus, dass die Kette, deren Glied gefunden wurde, niemandem aus der Familie gehören könne. Frau Klefisch kommt nach Hause und sagt aus, dass ihre Tochter in einer Apotheke gearbeitet hat und des Öfteren zu spät zur Arbeit erschien. Herr Klefisch meint, dass der Freund seiner Tochter, der arbeitslose Fotograf Tommy Schmitz, seine Tochter in schlechte Kreise hineingezogen habe. Zudem fällt ihm nun ein, dass er im Treppenhaus einer Person begegnet sei, als er nach Hause kam und seine Tochter tot vorfand. Er würde den Mann auf Anhieb wiedererkennen. Zudem habe er in der Wohnung Schritte gehört, denke aber, sich geirrt zu haben, da der Täter ja im Treppenhaus an ihm vorbeigelaufen sei. Eine Durchsicht der Verdächtigenkartei ergibt jedoch keine Erkenntnisse. Buchmüller sucht anschließend den Apotheker auf, bei dem Marianne gearbeitet hat. Er sagt aus, dass mehrfach größere Mengen Opiate und andere berauschende Medikamente aus dem Giftschrank verschwanden, seit Marianne bei ihm arbeitete. Sie war als Auszubildende seine einzige Angestellte und sie hatte auch Zugang zum Schlüssel des Giftschranks, so dass der Apotheker nur sie im Verdacht haben kann. Er hatte keine Anzeige erstattet, weil er keine Beweise hatte. Der Apotheker berichtet weiter, dass er wegen eines gleichlautenden Verdachts Mariannes Vorgängerin, Molly Fiedler, entlassen habe. Die beiden haben eine Weile noch zusammen gearbeitet, ob sie auch befreundet waren, weiß der Apotheker nicht.
Buchmüller und ihr Assistent Lamm suchen Molly auf, doch treffen diese nicht an. Sie arbeitet jetzt als Wahrsagerin. Sie wundern sich, dass die Tür offen steht, gehen aber wieder. Sie finden einen für Molly bestimmten Umschlag mit Fotos darin. Unterdessen kommt Harry die Idee, ein Inserat aufzugeben, dass er eine Schülerin suche, um viermal in der Woche auf ein sechsjähriges Mädchen aufzupassen. Von Mariannes Mutter erfährt Buchmüller mittlerweile, dass Molly Fiedler die beste Freundin von Marianne war. Lamm geht unterdessen potentielle Verdächtige durch und kommt auf Harry Wagner, der wegen sexueller Nötigung und Entführung einer Anhalterin vorbestraft ist. Er war zudem mit Molly Fiedler kurz verlobt gewesen. Buchmüller sucht den Fotoladen auf, der den Umschlag bei Molly hinterlassen hat, und fragt nach der Herausgabe eines Abzugs eines der Fotos. Bei den Klefischs ist Tommy Schmitz zu Besuch, der Freund der ermordeten Tochter. Herr Klefisch berichtet ihm, dass die Polizei keine Spur habe, aber ihm in der Verdächtigenkartei auch das Foto von Harry gezeigt habe. Klefisch hat ihn erkannt, es aber nicht der Polizei gesagt. Schmitz kündigt an, eine Waffe zu besorgen, und fordert Klefisch auf, ihm zu helfen, Selbstjustiz an Harry Wagner zu üben. Buchmüller vernimmt unterdessen Herrmann, der aussagt, Harry Wagner sei den ganzen Vormittag auf dem Arbeitsamt gewesen. Hermanns Vater Theo, der frühere Vormund von Harry, ist bei der Vernehmung zugegen. Er hält nicht viel von Harry. Hermann berichtet Buchmüller, dass Molly Fiedler nach deren Zeit in der Apotheke mit Harry verlobt war und mit Rauschgiftdelikten nichts mehr zu tun gehabt habe. Marianne kenne er nicht, Molly habe er nicht mehr gesehen, seit die Verlobung zwischen Harry und ihr gelöst worden war. Lamm berichtet Buchmüller unterdessen, dass Herr Klefisch Harry auf dem Foto aus der Kartei identifiziert habe, aber Frau Klefisch habe ihren Mann dazu veranlasst, einen Rückzieher zu machen.
Buchmüllers Assistent Mewes sucht Harry auf, um diesen wegen Mordverdachts vorläufig festzunehmen. Die Sachbearbeiterin des Arbeitsamtes sagt aus, Harry sei gegen zwölf Uhr bei ihr gewesen, doch Harry behauptet, bereits den ganzen Vormittag auf dem Amt und auch früher bei ihr im Büro gewesen zu sein, was die Zeugin verunsichert, so dass sie sich nicht festlegen möchte. Bei der Obduktion von Marianne ist in ihrem Magen ein Amulett mit einem Tierkreiszeichen gefunden worden, die Beamten vermuten, dass es zu einem Kampf zwischen ihr und dem Mörder gekommen sein muss und sie das Amulett verschluckt habe. Da Harry ein anderes Sternzeichen hat und sich der Verdacht gegen ihn nicht weiter erhärtet, lässt Buchmüller ihn gehen. Am Wochenende erhält Buchmüller einen Anruf von Lamm, dass neue Spuren gefunden wurden. Frau Klefisch berichtet Buchmüller kurz darauf, dass Harry, als er an Herrn Klefisch im Treppenhaus vorbeilief, einen gelben Unterrock von Marianne bei sich trug, den Frau Klefisch zuvor wegen der bevorstehenden Fastnacht an Harrys Mutter gegeben hatte. Herr Klefisch kündigt telefonisch an, Selbstjustiz an Harry üben zu wollen, Buchmüller ermahnt ihn vergebens. Buchmüller und Lamm suchen Harrys Mutter auf, doch ihr Sohn ist nicht zu Hause. Harrys Mutter berichtet von perversen Neigungen ihres Sohnes Frauen gegenüber. Harry ist unterdessen mit dem Auto unterwegs und stellt einer Frau nach. Ihm gelingt es, die junge Frau dazu zu bringen, mit ihm mitzugehen. Als ein Beamter ihn mit dem Mädchen sieht, versucht er, Harry zu verhaften, dieser trickst den Beamten jedoch aus und flüchtet mit der jungen Frau. Harrys Mutter berichtet, dass er am morgigen Rosenmontag auf einem Karnevalswagen mitfahren soll. Die Polizei gibt eine Fahndung heraus. Buchmüller und ihre Kollegen suchen den Karnevalsverein von Harry auf, dort erfahren sie, dass er Mitglied, aber ewig nicht mehr dort erschienen sei.
Unterdessen machen sich Herr Klefisch und Tommy Schmitz verkleidet auf in den Karneval, um Harry Wagner zu stellen und zu richten. Frau Klefisch versucht vergeblich, ihren Mann aufzuhalten. Sie informiert umgehend Buchmüller, die sie bei der Gelegenheit fragt, wer denn Interesse an Mariannes Unterröcken gehabt habe. Frau Klefisch erzählt ihr, dass Molly Fiedler einen schwarzen Unterrock von Marianne gewollt habe. Buchmüller fragt weiter, ob sie jemanden mit dem Tierkreiszeichen Löwe, dem Amulett in Mariannes Magen, kenne, allerdings fällt Frau Klefisch niemand ein. Buchmüller organisiert umfangreiche Polizeieinheiten beim Karnevalsumzug, um Klefischs Selbstjustiz zu verhindern, und möchte Molly Fiedler genauer unter die Lupe nehmen. Zudem vernimmt sie noch einmal Hermann, dieser gibt zu, dass Harry zur Tatzeit nicht mit ihm auf dem Arbeitsamt war. Er gibt zu, dass Molly Fiedler ihm den schwarzen Unterrock von Marianne gegeben habe, damit er ihn an Harry weitergibt. Harry habe ihn unbedingt haben wollen, und er hätte doch nicht wissen können, was Harry damit anstelle. Er sagt weiterhin, dass Molly Harry mit dem Unterrock einen Auftrag geben wollte, was dieser Auftrag sei, wisse er nicht. Tommy kauft unterdessen bei Dorian Specht, einer Unterweltgröße, einen Revolver. Harry ist mit seiner neuen Bekannten derweil in der Innenstadt unterwegs, macht ihr gegenüber Andeutungen über einen Mord und meint, er wolle ihr die Haare schneiden, damit sie eine größere Ähnlichkeit mit jemandem habe, den er kenne. Sie erkennt daraufhin, dass sie es mit einem Psychopathen zu tun hat, und will fliehen. Da sie um Hilfe ruft und Passanten herbeieilen, muss Harry die Flucht ergreifen.
Buchmüller sichtet mit einem Kollegen vom Drogendezernat Videomaterial, das beim Beschatten der Szene aufgenommen wurde. Sie erkennt in einem Mädchen, das mit Dorian Specht zusammen bei einem Treffen gefilmt wird, Marianne Klefisch. Buchmüller und ihre Assistenten sehen sich danach bei Molly Fiedler um, auch Dorian Specht ist zugegen. Sie behauptet, Marianne nicht gut gekannt zu haben. Specht verweigert jede Aussage. Bei der Feststellung der Personalien bemerkt Buchmüller, dass er vom Sternkreiszeichen her Löwe ist, also das Sternzeichen, das auf dem Amulett in Mariannes Körper gefunden wurde. Buchmüller suggeriert Molly, dass sie Harry für den Mörder hält und sie ihm helfen muss, ihn zu finden, bevor Klefisch und Tommy Schmitz ihn erschießen. Klefisch und Schmitz streifen durch den Karnevalsumzug auf der Suche nach Harry, schließlich finden sie ihn und schießen auf ihn. Da sie beide als Cowboys verkleidet sind, halten die Umstehenden den Mordversuch für einen Scherz mit einer Spielzeugpistole. Durch eine Betrunkene, die Schmitz in den Arm greift, verfehlt der Schuss Harry und dieser kann fliehen, Klefisch und Schmitz verfolgen ihn. Buchmüller will die beiden stellen, verliert sie jedoch in den Wirren des Karnevals. Auch Harry kann der Polizei entkommen. Buchmüllers Freund erzählt ihr, dass er Dorian Specht kenne, sie kommt daher auf die Idee, ihn als Lockvogel für Specht einzusetzen, und schickt ihn los, Drogen von Specht zu kaufen. Am nächsten Morgen bestellt sie einen Lippenleser ins Präsidium, um herauszufinden, was Marianne Klefisch im Video des Drogendezernats mit Specht besprochen hat. Marianne sprach davon, dass sie „einsteigen“ wolle, Specht habe dieses abgelehnt. Sie habe daraufhin mit der Polizei gedroht, er habe ihr gesagt, dass sie ihn nerve. Sie fühlte sich als Handlanger missbraucht.
Buchmüllers Team entdeckt die Zeitungsanzeige von Harry, sie wollen ihn bei der Zeitung abpassen, wenn er die Antworten dort abholt. Unterdessen wird Harry, der Mariannes gelben Unterrock im Karneval trägt, von einem unbekannten Betrunkenen im Clownskostüm aufgefordert, die Kostüme zu tauschen, Harry stimmt zu. Sie werden von Klefisch und Schmitz bemerkt, nachdem sie die Kostüme getauscht haben, Klefisch schießt daher auf den Betrunkenen anstatt auf Harry, verfehlt diesen aber. Buchmüller geht unterdessen die Radionachrichten vom Tag des Mordes durch und stößt dabei auf die rätselhafte Nachricht, dass ein „Harry“ an eine Verabredung denken solle, die Nachricht kam von einer „M.“. Danach wird ein Song von einer „Miss Molly“ gespielt. Buchmüller erkennt daraufhin die Verschlüsselung der Nachricht. Buchmüllers Freund sucht sie auf und zeigt ihr die von Specht gekauften Drogen. Buchmüller kann am nächsten Tag Klefisch und Schmitz verhaften. Gleichzeitig finden Beamte in Mollys Wohnung Tonbandaufnahmen, die beweisen, dass sie Harry den Auftrag erteilt hat, in die Wohnung von Marianne zu gehen. Zudem finden sie einen Schlüssel für die Wohnung von den Klefischs in Mollys Wohnung, der bei den Klefischs verschwunden war, und das Kabel der Klefischs, mit dem Marianne erdrosselt wurde. Bei der Anzeigenannahme der Zeitung können die Beamten zudem Harry verhaften. Molly möchte ihm auch den Mord unterstellen, den er nicht begangen hat. Buchmüller konfrontiert Molly damit, dass sie mit Marianne Drogengeschäfte gemacht hat, bis sie Dorian kennen lernte. Molly musste Marianne aus dem Weg räumen, weil sie im Geschäft mitmischen wollte. Deshalb hat sie Harry eingespannt, weil er sexuell abnorm war. Sie hat ihm Fetische zugespielt und er ging tatsächlich zu Marianne, doch da sie sich nicht sicher sein konnten, dass Harry Marianne auch tatsächlich tötet, mussten sie nachhelfen, daher ist Dorian Specht in die Wohnung gegangen und hat Marianne getötet, nachdem Harry aus der Wohnung geflohen war. Buchmüller lässt daher auch Molly und Specht vorläufig festnehmen.

## Kritik
Auf tatort-fundus.de haben die Fans Der gelbe Unterrock als bisher viertschlechteste Folge bewertet.
Ulf Mauder beurteilte den Film für RP-Online.de anlässlich seiner erstmaligen Wiederholung im Januar 2016 wie folgt: „Das reichlich wirre Geschehen mit kruden Dialogen und langen Einstellungen stellt die inzwischen an schnelle Erzählweise gewöhnten Zuschauer auf eine Geduldsprobe. Das von dem kaum noch bekannten Kristian Kühn verantwortete Drehbuch und seine Regie lassen einen immer wieder fragend und kopfschüttelnd zurück. Keine Spur von Mainz, wie es singt und lacht, stattdessen bleiche Farben, ein Drama fast in Schwarzweiß.“

## Hintergrund
Das Szenenbild erstellte Jörg Höhn, die Kostüme stammen von Annette Ganders und die Maske verantworteten Erika Schuster und Kurt Zahel.
Der gelbe Unterrock gehörte zu den sogenannten „Giftschrank-Folgen“. Dabei handelt es sich um Folgen, die mit einem senderinternen Sperrvermerk versehen sind und bis auf weiteres nicht ausgestrahlt werden dürfen. Die Verantwortlichen des Südwestfunks befanden, dass der Film erhebliche qualitative Mängel in Drehbuch und Umsetzung habe und dass in diesem Tatort Gewaltphantasien gegenüber Frauen und Mädchen allzu deutlich geschildert werden. Zudem hatten sich nach der Erstausstrahlung zahlreiche Zuschauer über die düstere Darstellung des Karnevals geärgert.
Am 16. Januar 2016, kurz vor Beginn des Karnevals, erfolgte durch den SWR die erstmalige Wiederholung der Folge nach fast 36 Jahren.
Ungeachtet dessen wurde die Folge im Ausland gesendet. Beispielsweise wurde sie in Ungarn erstmals am 15. Juli 1993 ausgestrahlt.
Fälschlicherweise wird in der Folge immer vom „Mainzer Karneval“ gesprochen, gemeint ist die Mainzer Fastnacht.